# Glenn Gelderbloom
Pas d'image ? Cliquez ici

a Compétitions nationales et continentales officielles uniquement.

Dernière mise à jour le 28 octobre 2013.
Glenn Gelderbloom, né le 11 décembre 1969 au Cap, est un joueur sud-africain de rugby à XV qui évolue au poste de centre. Il joue notamment avec le club de Leicester Tigers de 2000 à 2004. 

## Biographie
Glenn Gelderbloom fait sa scolarité à la Pinelands High School dans la ville du Cap. En 1991-1992, il évolue pour la Western Province avant de rejoindre les Border Bulldogs en 1993, où il dispute près de 100 rencontres, étant leur capitaine en 1998 et 1999. Il part ensuite en Europe une saison en deuxième division irlandaise avant de rejoindre les Leicester Tigers dans le championnat d'Angleterre et en coupe d'Europe de 2000 à 2004.

## Palmarès
- Vainqueur du Championnat d'Angleterre en 2001
- Vainqueur de la Coupe d'Europe en 2001 et 2002